# Hollywood Monsters
Hollywood Monsters és una aventura gràfica clàssica (point and click) creada per Péndulo Studios, editat el 1997 per Dinamic Multimedia. En entrar en bancarrota, es va reeditar posteriorment de la mà de FX Interactive corregint alguns errors i fent-compatible amb Windows XP. El grup espanyol La Unión va col·laborar interpretant la cançó principal de la banda sonora del videojoc.